# Michael Patton
Michael Patton es un personaje ficticio de la serie de televisión australiana Home and Away interpretado por el actor Jack Campbell en el 2010. Al principio Michael causó problemas entre Angelo Rosetta y Charlie Buckton, ya que Angelo creía que Charlie sentía algo por él. 

## Biografía
Michael es el hijo mayor de una numerosa familia, desde joven Michael tomó el papel dejero y confidente de sus hermanos, un talento que más tarde perfeccionó en la carrera de terapeuta profesional. 
Michael estudió y trabajó en la ciudad por varios años, convirtiéndose en un respetado psiquiatra y psicólogo. Cuando se le presentó la oportunidad de trabajar en Summer Bay Michael aceptó la oportunidad aunque esto significaba que recibiera menos paga. Las horas son mejor, la gente es agradable y comienza a sentir que está haciendo una gran diferencia en su nuevo trabajo.
Michael puede pasar mucho más tiempo pescando, la cual es una de sus cosas favoritas, y ayudar a los locales con sus problemas.
Poco después de su llegada Charlie Buckton fue con él para que la ayudara a entender porque tenía miedo a comprometerse, lo que hizo que su relación con Angelo Rosetta terminara. Sin embargo cuando Angelo empezó a pensar que Charlie lo había dejado por él comienza a hacerse amigo suyo.